# تروینو
تروینو (به اسپانیایی: Treviño) یک منطقهٔ مسکونی در اسپانیا است که در کندادو د تربینیو واقع شده‌است. تروینو ۲۰۲ نفر جمعیت دارد.